# Властивість матеріалу
Властивість матеріалу — це інтенсивна властивість матеріалу, тобто фізична або хімічна властивість, яка не залежить від кількості матеріалу. Ці кількісні властивості можна використовувати як показник, за допомогою якого можна порівняти переваги одного матеріалу порівняно з іншим, допомагаючи таким чином у виборі матеріалів.
Властивість, що має фіксоване значення для даного матеріалу або речовини, називається матеріальною константою або константою матерії. (Матеріальні константи не слід плутати з фізичними константами, які мають універсальний характер.)
Властивість матеріалу також може бути функцією однієї або кількох незалежних змінних, таких як температура. Властивості матеріалів часто певною мірою змінюються залежно від напрямку в матеріалі, в якому вони вимірюються, стан, який називають анізотропією. Властивості матеріалів, пов'язані з різними фізичними явищами, часто поводяться лінійно (або приблизно так) у певному робочому діапазоні. Моделювання їх як лінійних функцій може значно спростити диференціальні основні рівняння, які використовуються для опису властивості.
Рівняння, що описують відповідні властивості матеріалів, часто використовуються для прогнозування атрибутів системи.
Властивості вимірюються стандартизованими методами випробувань. Багато таких методів було задокументовано відповідними спільнотами користувачів і опубліковано в Інтернеті; див. ASTM International.